# Bernay-en-Ponthieu
Bernay-en-Ponthieu település Franciaországban, Somme megyében. Lakosainak száma 240 fő (2022. január 1.). Bernay-en-Ponthieu Arry, Forest-Montiers, Crécy-en-Ponthieu, Regnière-Écluse és Rue községekkel határos.

## Népesség
A település népességének változása:
| Lakosok száma | 228  | 230  | 238  | 231  | 232  | 238  | 240  | 240  | 240  |
|               | 2013 | 2015 | 2016 | 2017 | 2018 | 2019 | 2020 | 2021 | 2022 |